# Universität der Westbretagne

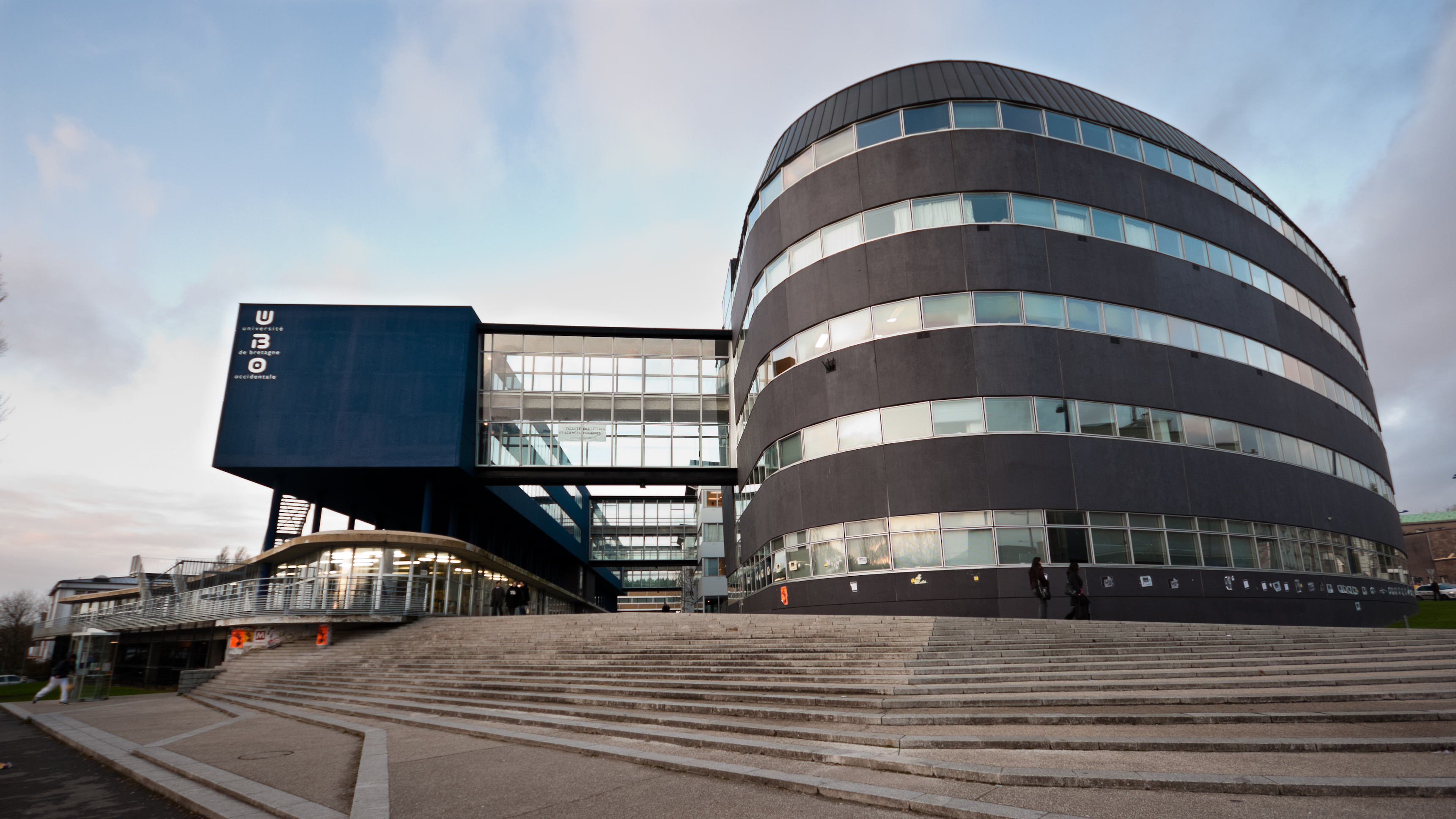
Universität der Westbretagne

Die Universität der Westbretagne (französisch Université de Bretagne occidentale, UBO) ist eine staatliche Universität in Brest (Frankreich) und hat Standorte in Brest, Quimper, Morlaix, Rennes, Saint-Brieuc und Vannes.
Es handelt sich um eine Ausgründung der Universität Rennes im Jahr 1971. An der Hochschule studieren rund 20.000 Studenten.
Internationale Bedeutung erhält die Universität durch das angegliederte Europäische Institut für Meeresstudien (Institut universitaire européen de la mer, IUEM).

## Geschichte
Ab dem Ende der 1950er-Jahre eröffnete die Universität Rennes weitere Standorte und Einrichtungen in der Region. In den 1960ern war dann mit Instituten in den Bereichen Recht, Naturwissenschaften, Geisteswissenschaften und Medizin der Grundstein für eine traditionelle Volluniversität gelegt. Eigentlicher Auslöser waren jedoch die Ereignisse des Mai 1968: Die Universität Rennes wurde in Rennes 1 und Rennes 2 aufgespalten und die Universität der Westbretagne wurde zum 1. Januar 1971 als Hochschule eigenständig.
Ab den 1980er Jahren spielte die UBO selbst eine Rolle beim Aufbau der Universität der Südbretagne als vierter bretonischer Universität.